# Faststofkemi
Faststofkemi (eller fastfasekemi) dækker over studiet af faste stoffer og materialer. Faststofkemien beskæftiger sig med både syntesen, strukturen og de fysiske egenskaber af faste materialer. Der er derfor et stort overlap med faststoffysik, mineralogi, krystallografi, keramik (keramiske materialer), metallurgi, termodynamik, materialevidenskab og elektronik med fokus på syntesen af nye materialer.